# Gerhart Baumann
Gerhart Baumann (* 20. Dezember 1920 in Karlsruhe; † 25. August 2006 in Freiburg im Breisgau) war ein deutscher Germanist.

## Leben
Baumann studierte in Köln, Berlin, Freiburg im Breisgau und Marburg Germanistik, Kunstgeschichte, Philosophie und Psychologie. 1947 in Freiburg promoviert, habilitierte er sich 1951 ebenfalls dort und erhielt 1964 ein Ordinariat an derselben Universität. Schwerpunkte seiner Arbeit sind die Literatur des habsburgischen Europas und das Werk Goethes. Baumann war Mitherausgeber von Gesamtausgaben der Werke Goethes, Eichendorffs und Mörikes. Er war mit vielen deutschsprachigen Dichtern und Schriftstellern bekannt oder befreundet, darunter Elias Canetti, den er für den Literaturnobelpreis vorschlug (den dieser 1981 auch erhielt), Paul Celan, über den er mehrfach publizierte, oder auch Rose Ausländer. Daneben pflegte er lange Zeit Kontakt zu Martin Heidegger, der während Baumanns Studienzeit einer seiner Lehrer war, und bemühte sich erfolgreich darum, u. a. Marie-Luise Kaschnitz den Hebel-Preis zu verleihen.
Mit seiner Frau Marianne Baumann-Engels zusammen hatte Baumann zwei Kinder, die beide selbst Wissenschaftler wurden: Ursula, geb. 1959, Historikerin und Philosophin, und Ulrich, geb. 1963, Biochemiker.
Der größte Teil seines Nachlasses wird in der Badischen Landesbibliothek in Karlsruhe verwahrt.

## Auszeichnungen
Baumann erhielt im Laufe seiner Karriere mehrere Auszeichnungen, bezeichnenderweise sämtlich in Österreich. Darunter befanden sich das Österreichische Ehrenkreuz für Wissenschaft und Kunst I. Klasse, der Grillparzer-Ring, die Musil-Medaille der Stadt Klagenfurt und der Tiroler Adler-Orden.
Zudem wird seit 2006 jährlich von der Universität Freiburg der Gerhart-Baumann-Preis für eine herausragende Dissertation der interdisziplinären Literaturwissenschaft vergeben. Er ist mit 2000 Euro dotiert und wurde gestiftet vom Rombach Druck- & Verlagshaus.

## Tondokumente
- Paul Celan: Um-Wege zu sich und die offene Frage des Gedichts. Vortrag am 23. Januar 1971 in der Katholischen Akademie der Erzdiözese Freiburg (online).